# 아이언 레이디 (영화)
《아이언 레이디》(태국어: สตรีเหล็ก, 영어: The Iron Ladies)는 2000년 공개된 태국의 영화 작품이다. 태국에서 실존했던 게이와 카토이(트랜스젠더)로 이루어진 성소수자 배구팀 사트리 레크를 소재로 한다. 2002년에 속편 《아이언 레이디 2》가 공개되었다.

## 출연

### 주연
- 제다폰 폴디

## 기타
- 음향: Amornpong Methakunawut
- 미술: Narucha Vijitvarit
- 의상: Ekasith Meeprasertsakul